# Жан-Люк Нанси
Жан-Люк Нанси (на френски: Jean-Luc Nancy) е съвременен френски философ, представител на деконструкцията. Професор по философия в Страсбургския университет.

## Биография
Роден е на 26 юли 1940 г. в Бордо. Завършва философия в Париж през 1962 г. Става асистент в Института по философия към Страсбургския университет през 1968 г. През 1973 г. защитава докторат върху Кант под научното ръководство на Пол Рикьор.
Между 1989 и 1997 г. ръководи Факултета по философия, лингвистика, информатика и педагогически науки към Страсбургския университет.
Носител на международната награда на италианското Общество Ницше (1990).
Автор е на редица книги върху творчеството на други философи: Лакан (Le titre de la lettre, 1973), Хегел (La remarque spéculative, 1973), Кант (Le Discours de la syncope, 1976 и L’Impératif catégorique, 1983), Декарт (Ego sum, 1979), Хайдегер (Le Partage des voix, 1982).